# Sirin (Palestyna)
Sirin (arab. سرين) – nieistniejąca już arabska wieś, która była położona w dystrykcie Bajsan w Mandacie Palestyny. Wieś została wyludniona i zniszczona podczas wojny domowej w Mandacie Palestyny, po ataku sił żydowskiej Hagany w dniu 6 kwietnia 1948 roku.

## Położenie
Sirin leżała w południowo-wschodniej części płaskowyżu Wyżyny Sirin. Wieś była położona w odległości 17 kilometrów na północ od miasta Bajsan. Według danych z 1945 do wsi należały ziemie o powierzchni 2844,5 ha. We wsi mieszkało wówczas 810 osób.
| własność gruntów | powierzchnia gruntów (hektary) |
| ---------------- | ------------------------------ |
| Arabowie         | 1658,9                         |
| Żydzi            | 47,7                           |
| publiczne        | 1137,9                         |
| Razem            | 2844,5                         |

| Rodzaj użytkowanych gruntów | Arabowie (hektary) | Żydzi (hektary) |
| --------------------------- | ------------------ | --------------- |
| uprawy nawadniane           | 41,3               | -               |
| uprawy zbóż                 | 1534,2             | 47,1            |
| uprawy oliwek               | 10,9               | -               |
| zabudowane                  | 13,1               | -               |
| nieużytki                   | 1208,2             | 0,6             |

## Historia
Nie jest znana data założenia wioski, chociaż są sugestie historyków mówiące o zamieszkiwaniu w tym miejscu Samarytan x VII wieku. Francuski geograf Pierre Jacotin umieścił wieś na swojej mapie z 1799 roku (pod nazwą Serin). Po I wojnie światowej w 1918 roku cała Palestyna przeszła pod panowanie Brytyjczyków, który w 1921 roku utworzyli Brytyjski Mandat Palestyny. Umożliwiło to rozwój osadnictwa żydowskiego w Palestynie. W latach 20. XX wieku żydowskie organizacje syjonistyczne zaczęły wykupywać grunty w okolicy. W okresie panowania Brytyjczyków Sirin była niewielką wsią, której mieszkańcy utrzymywali się z upraw zbóż.

Przyjęta 29 listopada 1947 roku Rezolucja Zgromadzenia Ogólnego ONZ nr 181 przyznała te tereny państwu żydowskiemu. Podczas wojny domowej w Mandacie Palestyny siły żydowskiej Hagany zajęły wieś Sirin w dniu 6 kwietnia 1948 roku. Większość mieszkańców uciekła wówczas stąd, jednak w czerwcu część z nich powróciła do swoich domów. W obawie, że tutejsze wioski mogą być wykorzystane przez Arabów do działań wojskowych, latem do wsi ponownie wkroczyli żołnierze Hagany. Wysiedlono wtedy wszystkich mieszkańców, a domy wyburzono.

## Miejsce obecnie
Teren wioski Sirin pozostaje opuszczony, jednak jej pola uprawne zajęły kibuce Geszer i Gazit. Palestyński historyk Walid al-Chalidi, tak opisał pozostałości wioski Sirin: „Z Sirin pozostał cmentarz i jeden dom (który służy jako stodoła na słomę). Na całym terenie można zobaczyć kamienny gruz otoczony kaktusami. Obszar jest używany jako pastwisko dla bydła. Wzgórze pośrodku terenu jest pokryte kupą kamieni. Część terenu wokół wsi jest obsadzona bawełną”.